# Afskedssang til Joh. D. Behrens
Afskedssang til Joh. D. Behrens is een lied geschreven door Agathe Backer-Grøndahl. Het betreft hier een gelegenheidscompositie voor het afscheid van koordirigent Johan Diederich Behrens van het Studentersangforeninger. Behrens had dat koor in 1845 zelf opgericht en na 1848 veertig jaar gedirigeerd. Het afscheidsconcert vond plaats op 5 december 1888. Het zal een dubbel gevoel geweest zijn voor de componiste. De opvolger van Behrens werd Olaus Andreas Grøndahl, de man van Agathe.
Het lied verdween na 1888 in de map manuscripten om er niet meer uit te komen.